# FC Anyang
FC Anyang ist ein Fußballfranchise aus Anyang, Südkorea. Aktuell spielt das Franchise in der K League 1, der höchsten Spielklasse Südkoreas.

## Geschichte

### Gründung
Gegründet wurde der Verein am 10. Oktober 2012 von der Stadt Anyang. Nachdem die K League bekannt gab eine zweite Profiliga in ihr Ligensystem integrieren zu wollen, wurde der Ruf nach einem Anyang-Verein in der Stadt sehr laut. Als ersten Trainer des neugegründeten Profivereins stellte die Stadt Lee Uh-hyeong vor.

### Lee Uh-hyeong-Ära (2013–2015)
In ihrer ersten Profiliga-Saison spielte der Verein meist im Tabellen-Mittelfeld und erreichte nach Ende der Saison den 5. Platz in der Liga. Auch im Pokal konnte der Verein 2013 nicht viel erreichen. In ihrer ersten Pokalrunde trafen sie zuhause auf Cheongju Jikji FC und gewannen dieses Spiel mit 5:4 nach Verlängerung. In der 3. Hauptrunde des Pokals kam es zum Pokalderby gegen den alten Erzrivalen Suwon Samsung Bluewings. Anyang verlor das Spiel mit 1:2 durch zwei Tore in den letzten 7 Minuten gegen Suwon und schied aus den Pokal aus.
2014 verlief die Saison deutlich besser. Schon am nach Ende des 4. Spieltages stand der FC Anyang auf Platz 1, konnte diesen allerdings bis Saisonende nicht verteidigen. Der Verein rutschte zwischendurch bis auf den 7. Platz hinunter, schaffte allerdings danach die Kehrtwende. Der Verein schob sich bis auf den 2. Platz Zwischenzeitlich vor und konnte am Ende der Saison den 3. Platz festigen. Nachdem der Verein allerdings die beiden letzten Ligaspiele verloren hatte, musste der Verein Punktgleich aber mit schlechteren Tordifferenz gegen Gwangju FC sich mit Platz 5 begnügen. Damit verpassten sie die Play-off-Spiele sehr knapp. Die Pokalsaison verlief ähnlich schlecht wie im Vorjahr. In ihrer ersten Runde trafen sie auf Sungkyunkwan-Universität, welches sie mit 2:0 schlagen konnten. Allerdings verloren sie ihr zweites Pokalspiel gegen die Pohang Steelers mit 4:5 nach Elfmeterschießen. Somit schied der Verein wieder in der 3. Hauptrunde des Pokals aus.
2015 wurde für Anyang eine sportlich schwere Saison. Der Verein startete gut mit zwei Siegen in die Saison, verlor aber danach viele Spiele. Im Juni 2015 wurde Lee Uh-hyeong vom Verein entlassen, nachdem der Verein auf den letzten Tabellenplatz stand. Als Nachfolger wurde der Interimstrainer Lee Yeong-min verpflichtet.

### Lee Yeong-min-Ära (2015–2016)
Unter Lee Yeong-min gewann die Mannschaft wieder und Anyang kämpfte sich bis auf Platz 6 wieder hoch. Im Pokal konnte der Verein sich diesmal bis zur 4. Hauptrunde vorkämpfen. In ihrer ersten Runde traf der Verein auf Woosuk University, welches man mit 2:0 schlagen konnte. In der darauffolgenden Runde traf man auf Jeju United. Gegen Jeju United musste sich der Verein mit 1:4 geschlagen geben.
2016 schlug sich der Verein besser in der Liga. Nach Ende des 2. Spieltages stand man auf Platz 3, allerdings rutschte der Verein im Verlauf der Saison immer weiter ab und beendete die Saison auf Platz 9. Im konnte man sich wieder bis in die 4. Hauptrunde vorkämpfen. In ihrer ersten Runde traf man auf den Korea-National-League-Verein Gimhae City FC, welchen man knapp mit 3:2 schlagen konnte. In der darauffolgenden Runde traf man auf Jeonbuk Hyundai Motors. Zuhause musste man sich auch diesmal gegenüber den Erstligisten geschlagen geben. Man verlor dieses Spiel mit 1:4 erneut. Am Ende der Saison entließ die Vereinsführung Lee Yeong-min. Als Nachfolger wurde Kim Jong-pil vorgestellt.

### Kim Jong-pil-Ära (2017)
Unter Kim Jong-pil spielte der Verein keine Rolle um den erhofften Aufstieg. Der Verein spielte relativ konstant auf den Plätzen 5 bis 7. Nach Ende der Regulären Saison landete man auf Platz 7. Ihre Pokalsaison verlief wie die Vorjahre. In ihrer ersten Runde traf man auf Gwangju Honam University, welche man mit 1:0 zuhause schlagen konnte. In der darauffolgenden Runde musste der FC Anyang Auswärts beim Erzrivalen FC Seoul antreten. Dort verlor man ebenfalls wieder mit 0:2, dennoch zeigte die Mannschaft eine starke Leistung. Für Aufsehen sorgten die Anyang-Fans, als sie nach Spielbeginn massivst Pyrotechnik zündeten und sie abbrennen ließen. Für dieses Vergehen bestrafte der Verband den Verein mit einer Geldstrafe. Am Ende der Saison wurde Kim Jong-pil entlassen und als Nachfolger wurde Ko Jeong-un vorgestellt.

### Gegenwart
Für Ko Jeong-un wurde verlief die Spielzeit enttäuschend. Der Verein rutschte nach den 3. Spieltag auf den letzten Tabellenplatz ab und verließen diesen erst wieder nach den 23. Spieltag. Der Verein konnte sich von da an zwischendurch bis auf Platz 5 hochkämpfen, ehe der Verein die Spielzeit auf Platz 6 beendete. Die Pokalspielzeit verlief ähnlich der vorherigen Spielzeiten. In der 3. Hauptrunde empfing der Verein Changwon City FC, welche man mit 2:1 besiegen konnte. In der 4. Hauptrunde schied allerdings der Verein überraschend gegen Mokpo City FC mit 1:2 aus. Nach Ende der Spielzeit musste Ko Jeong-un aufgrund der sportlichen Leistung in der Liga den Verein wieder verlassen. Sein Nachfolger wurde Kim Hyeong-yeol.
Unter der Führung von Kim Hyeong-yeol überraschte der Verein sportlich. Von Saisonbeginn an, spielte der Verein um die Play-off-Spiele mit und konnte ab den 18. Spieltag den 3. Platz in der Liga verteidigen. Der Verein erreichte somit zum ersten Mal in der Vereinsgeschichte die Play-off-Spiele. Im Play-off-Halbfinale empfing der Verein den ewigen Ligarivalen Bucheon FC 1995. Vor 6.017 Zuschauern, konnte der Verein das Spiel mit 1:1 beenden. Da der Verein das Heimrecht besaß, gewann somit der FC Anyang das Halbfinalspiel und trat als Nächstes in Busan gegen Busan IPark FC an. Das Finalspiel ging knapp mit 0:1 in Busan verloren. Obwohl der Verein die Relegationsspiele nicht erreichen konnte, konnte der Verein eine Euphorie in der Stadt auslösen. Auch die Pokalspielzeit verlief deutlich besser, als die Spielzeiten zuvor. In ihrer ersten Runde, empfingen sie den Halbprofiverein Icheon Citizen FC, welchen sie unproblematisch mit 5:1 besiegen konnten. In der darauffolgenden Runde, traten sie in Jeonju bei Jeonbuk Hyundai Motors an. Das Pokalspiel konnte der Verein überraschend mit 1:0 für sich entscheiden. Im Achtelfinale scheiterte allerdings der Verein denkbar knapp an Changwon City FC mit 1:2.

## Historie-Übersicht
| Saison | Liga               | Kl. | Vereine | Spiele | Pl. | S  | U  | N  | Tore  | Pkt. | KFA Cup       | K-League-Play-off  | Trainer                     |
| 2013   | K League Challenge | 2   | 8       | 35     | 5.  | 12 | 9  | 14 | 50:51 | 45   | 3. Hauptrunde | Nicht Qualifiziert | Lee Uh-hyeong               |
| 2014   | K League Challenge | 2   | 10      | 36     | 5.  | 15 | 6  | 15 | 49:52 | 51   | 3. Hauptrunde | Nicht Qualifiziert | Lee Uh-hyeong               |
| 2015   | K League Challenge | 2   | 11      | 40     | 6.  | 13 | 15 | 12 | 53:52 | 54   | 4. Hauptrunde | Nicht Qualifiziert | Lee Uh-hyeong Lee Yeong-min |
| 2016   | K League Challenge | 2   | 11      | 40     | 9.  | 11 | 13 | 16 | 40:53 | 46   | 4. Hauptrunde | Nicht Qualifiziert | Lee Yeong-min               |
| 2017   | K League Challenge | 2   | 10      | 36     | 7.  | 10 | 9  | 17 | 40:58 | 39   | 4. Hauptrunde | Nicht Qualifiziert | Kim Jong-pil                |
| 2018   | K League 2         | 2   | 10      | 36     | 6.  | 12 | 8  | 16 | 44:50 | 44   | 4. Hauptrunde | Nicht Qualifiziert | Ko Jeong-un                 |
| 2019   | K League 2         | 2   | 10      | 36     | 3.  | 15 | 10 | 11 | 63:50 | 55   | Achtelfinale  | Play-off-Finalist  | Kim Hyeong-yeol             |
| 2020   | K League 2         | 2   | 10      | 27     | 9.  | 6  | 7  | 14 | 27:38 | 25   | 3. Hauptrunde | Nicht Qualifiziert | Kim Hyeong-yeol             |
| 2021   | K League 2         | 2   | 10      | 36     | 2.  | 17 | 11 | 8  | 51:37 | 62   | Achtelfinale  | Play-off-Finalist  | Lee Uh-yeong                |
| 2022   | K League 2         | 2   | 11      | 40     |     |    |    |    | -:-   |      | 3. Hauptrunde |                    | Lee Uh-yeong                |

## Stadion
| Stadion | Name           | Eigentümer             | Eröffnung | Nutzungszeitraum | Nutzungszeitraum |
| Stadion | Name           | Eigentümer             | Eröffnung | Von              | Bis              |
| ------- | -------------- | ---------------------- | --------- | ---------------- | ---------------- |
|         | Anyang-Stadion | Stadtverwaltung Anyang | 1986      | 2013             | Bis jetzt        |

## Fanszene
Die Fanszene besteht aus verschiedenen aktiven Fangruppierung. Die größte und bedeutendste Ultras-Gruppierung ist die Anyang Supporters Union RED kurz A.S.U. Red. Gegründet wurde diese Gruppierung 1997 und unterstützte zur damaligen Zeit den Vorgängerverein vom FC Seoul, Anyang LG Cheetahs. Nachdem der Verein 2004 nach Seoul umzog, setzte sich die Gruppierung, ähnlich wie bei Bucheon FC 1995 für einen neuen Anyang-Verein ein. Die Gruppierung unterstützt seit der Gründung des FC Anyang im Jahr 2013 den Verein. Die Gruppierung selber, besteht aus mehreren Hundert aktiven Fans. Die A.S.U.Reds fallen immer wieder aufgrund von Choreografien und Nutzung von Pyrotechnik in der Fußballszene auf.

### Rivalität
- Original-Clasico

Das Original-Clasico ist ein Derby zwischen den FC Anyang und den, aus Anyang LG Cheetahs-Zeiten, alten Rivalen Suwon Samsung Bluewings. Das Derby gilt als Nachfolge-Jijidae-Derby, welches vorher zwischen Suwon Samsung Bluewings und den Anyang Cheetahs bestand.
- Linie-4-Derby

Das Linie-4-Derby ist ein Derby mit den Ansan Greeners FC. Das Derby ist vor allem ein geografisches Derby (aufgrund ihrer Nähe). Brisanz bekam das Derby, als die Bürgermeister beider Städte miteinander Wetten eingingen, welche Stadt das bessere Team hätte. Das Derby gilt in der K League 2, als das Zuschauerstärkste Derby.
- Mini Jijidae-Derby

Das Mini Jijidae-Derby ist ein Derby gegen Suwon FC. Der Name des Derbys, beruht auf das ehemalige Derby zwischen Suwon Samsung Bluewings und Anyang LG Cheetahs. Ihr Derby wurde Jijidae-Derby genannt. Das Mini Jijidae-Derby ist daher das „kleinere Anyang-Suwon-Derby“ zwischen den neuen Anyang- und den kleineren Suwon-Verein. Das Derby entstand durch die Gründung vom FC Anyang und den Beitritt zur neugegründeten K League Challenge (heute K League 2) von Suwon FC im Jahr 2013.